# Dècada del 1570 aC
Resum dels esdeveniments de la dècada del 1570 aC:

## Esdeveniments
- Israel entrà a la terra de Canaan segons la cronologia tradicional, d'acord

amb el text bíblic, que situa la sortida d'Israel d'Egipte al segle xv aC. malgrat els autors crítics la situen en el segle XII aC.
- El país hitita es envaït pels pobles muntanyesos de la costa de la mar Negra, els kashka, que ocupen Nenik i altres llocs fins al riu Kumeshmakha (després Scylax-Cekerek)
- c. 1573 aC: Destrucció de Jericó.[1]